# Cruz satánica

Cruz de Leviatán.

La cruz de Leviatán es una variación del símbolo alquímico del azufre, que representa el fuego y azufre. El símbolo de azufre se colocó por encima de las Nueve Declaraciones Satánicas (p. 25), en la Biblia satánica. También se puede interpretar como una combinación de la cruz de Lorena y el símbolo matemático de infinito. A menudo se interpreta como un símbolo del satanismo, porque LaVey adoptó la Cruz de Lorena o incluso la Cruz patriarcal, que es también un símbolo del cristianismo y el hermetismo. Alquimistas herméticos del Renacimiento utilizaron el emblema como símbolo de la tierra y el espíritu mediante la combinación de la cruz cuadrada, con la cruz de Cristo. 
Algunas bandas de rock, black metal, death y otros géneros derivados del metal suelen usar el símbolo. Está presente en el logo de la banda de King Diamond. La banda de rock Rush también muestra el símbolo en el álbum Clockwork Angels. La banda de folk metal, Mägo de Oz, muestra el símbolo en su álbum Ira Dei en el vídeo de la canción Te traeré el horizonte.
También aparece en el videojuego The Binding of Isaac como una mejora en la sala de pactos con el demonio.